# أولف كريستيرسون
أولف هيلمار كريستيرسون (بالسويدية: Ulf Kristersson)‏ من مواليد 29 ديسمبر 1963، هو سياسي سويدي من حزب التجمع المعتدل حيث يشغلُ منصب زعيم هذا الحِزب المعارض منذ تشرين الأول/أكتوبر 2017. هيلمار عضو كذلكَ في البرلمان السويدي حيث ينوبُ على محافظة سودرمانلاند منذ 2014 كما كانَ نائبَ محافظة ستوكهولم في الفترة المُمتدة من عام 1994 إلى عام 2000. شغل سابقا منصب وزير الضمان الاجتماعي من عام 2010 إلى عام 2014 كما شغلَ منصب رئيس أحد الأحزاب الصاعدة من 1988 إلى 1992.
بحلول 11 كانون الأول/ديسمبر 2014؛ تم تعيين كريستيرسون في منصب وزير المالية عن حزب التجمع المعتدل كما كان في وقتٍ ما المتحدث باسمِ الحزب. تولّى كريستيرسون في 1 أيلول/سبتمبر 2017 قيادة حزب التجمع المعتدل خلفًا لآنا كينبيرغ.

## الحياة المهنية
وُلدَ أولف كريستيرسون في لوند، وهناكَ عاش حتّى عام 2015 حينما انتقل رفقة أسرته إلى خارج اسكيلستونا. تميّز أولف في فترة شبابه بالعديد من الأمور حيثُ شاركَ ضمنَ فرقة جمباز في عددٍ منَ المسابقات المحليّة. أنهى كريستيرسون المدرسة الثانوية في إسكيلستونا ثم نالَ شهادة البكالوريوس في الاقتصاد في جامعة أوبسالا.
دخلَ الحياة السياسية مطلعَ عام 1985 حيثُ عمل حينها كمناضل شبابي في عدّة أحزاب. نجَحَ كريستيرسون في تبوء منصب الرئيس الجديد لحزب خلفا لبياتريس تسال. بحلول عام 1991؛ تولى كريستيرسون منصبًا مهمًا في مجلس الوزراء وبات من أشد مُعارضي الحكومة خاصة بعدما عقدَ اتفاقَا معَ الحزب الاشتراكي الديمقراطي. شاركَ أولف في مؤتمر التخطيط لمُستقبل الحزب حيث سبق ذلك عدّة انقسامات أيديولوجية بين الليبراليين والمحافظين. في بداية نفس العام؛ حصلَ كريستيرسون على منصب نائب في البرلمان السويدي ثم خدم في وقتٍ لاحق في وزارة الضمان الاجتماعي. هناكَ طوّر صداقة مع زعيم الحزب السابق غوستا بوهمان مما تسبب له في الكثير من الانتقادات.

## زعيم حزب التجمع المعتدل
استقالَت آنا كينبيرغ باترا من منصبها كزعيم لحزب التجمع المعتدل في 25 آب/أغسطس 2017. في الواحد من أيلول/سبتمبر من نفس العام أعلنَ كريستيرسون نيته الترشح لقيادة الحزب. أصبح الزعيم الحزب في 1 تشرين الأول/أكتوبر وأقام بهذه المناسبة حفلا كبيرًا شهدَ العديد من الحوادث.

## رئيس وزراء السويد (2022-الوقت الحالي)
في 18 أكتوبر 2022، تعين كريسترسون رسميًا من قِبل الملك كارل السادس عشر غوستاف، رئيسًا جديدًا للوزراء، وفقًا للمتطلبات الدستورية، بعد أن أعلن عن برنامج حكومته في وقت سابق من ذلك اليوم خلال خطاب ألقاه أمام البرلمان، فضلًا عن تعيين وزراء حكومته.

### السياسة الداخلية

#### الدفاع
تعمل السويد منذ مايو 2022 على الانضمام إلى حلف شمال الأطلسي، بعد أن حصلت على دعم واسع في البرلمان من كل من حكومة ماغدالينا أندرسون آنذاك والأحزاب الأربعة، التي كانت في المعارضة حينها، وتدعم الآن أولف كريسترسون رئيسًا للوزراء. وفي 8 مارس 2023، قدمت حكومة كريسترسون مشروع القانون الذي يسمح بعضوية السويد في الناتو إلى الريكسداغ، الذي وافق بعد ذلك على نسخة منقحة من مشروع القانون في 22 مارس 2023.
في الميزانية الأولى للحكومة، تعهدت وزيرة المالية إليزابيث سفانتيسون بأن يصل الإنفاق على الدفاع السويدي إلى 2% من الناتج المحلي الإجمالي بحلول عام 2026. وتماشيًا مع هذا الالتزام، أعلنت الحكومة عن زيادة الإنفاق الدفاعي بمقدار 13.1 مليار كرونة سويدية، من 74.8 مليار كرونة سويدية إلى 87.9 مليار كرونة سويدية لعام 2023. وتضمنت الميزانية إنشاء الوكالة السويدية للتحليل الدفاعي اعتبارًا من 1 يناير 2023.
وفي 2 ديسمبر 2022، أُعيد إطلاق فوج مدفعية بيرغسدلاغن (إيه 9) بعد إلغاءه في 2000.
في أبريل ومايو 2023، نفذت القوات المسلحة السويدية أكبر مناورة عسكرية في السويد منذ 34 عامًا، أورورا 23. شارك في التمرين 26 ألف رجل وامرأة، من 14 دولة مشاركة وشاركت فيه جميع القوات القتالية وفروع الدفاع. كان سيناريو التمرين أن قوة أجنبية هاجمت السويد في 24 أبريل 2023.

#### الطاقة
خلال أول 100 يوم من توليه المنصب، تبنت حكومة كريسترسون سياسات أزالت الحظر عن بناء مفاعلات نووية جديدة، وزادت التمويل لهيئة السلامة الإشعاعية السويدية، وألغت الضرائب على إنتاج الكهرباء من التوليد المشترك، وزادت الحوافز للبلديات من أجل الموافقة على توسيع محطات طاقة الرياح وخصصت 379 مليون كرونة سويدية للاستثمارات في الاستخدام الفعال للطاقة في المنازل. وأعلنت الحكومة أيضًا أن هدف سياسة الطاقة في السويد هو الانتقال من 100% «طاقة متجددة» إلى 100% «طاقة خالية من الوقود الأحفوري».
وفي ديسمبر 2022 ومطلع يناير 2023، أعلنت شركة الطاقة المملوكة للدولة فاتنفل وكذلك شركة الطاقة الفنلندية المملوكة للدولة فورتم عن خطط لبناء مفاعلات نووية جديدة في السويد.
في 18 أبريل 2023، أعلنت فاتنفل عن أكبر توسع في الطاقة الكهرومائية السويدية منذ أكثر من 30 عامًا. وتبلغ الزيادة الإنتاجية المقدرة في التوسع المخطط له 720 ميغا واط، أي زيادة قدرها 9% من الطاقة الكهرومائية الحالية التي تنتجها الشركات.
في 27 أبريل 2023، أصدرت الحكومة تعليمات إلى وكالة الطاقة السويدية من أجل دعم تنفيذ اختبارات التحمل في قطاع الطاقة. وكان أحد أسباب ذلك الاستجابة لتخريب خط أنابيب نورد ستريم 2022، إذ هدفت هذه التعليمات إلى زيادة مرونة قطاع الطاقة في السويد.

#### الاستجابة لأزمة الطاقة
استجابة لأزمة الطاقة العالمية، في 27 أكتوبر 2022، أعلن كريسترسون وإيبا بوش عن تعويض حماية عالي التكلفة بقيمة 55 مليار (كرونة سويدية) يتعلق بالزيادة الكبيرة في فواتير الطاقة لقطاع المنازل؛ دُفع الجزء الأول من هذا التعويض في منطقتي أسعار الطاقة الثالثة والرابعة فقط (منطقتين من أصل 4 مناطق) في الأجزاء الجنوبية من السويد. وفي 9 يناير 2023، أعلنت الحكومة عن الخطوة التالية في خطة التعويضات التي تشمل جميع مناطق أسعار الطاقة الأربع.
ولتلافي خطر انتقال الصناعات عالية الاستهلاك للكهرباء إلى الخارج في حالة الإفلاس بسبب ارتفاع أسعار الطاقة، أعلنت الحكومة في 22 ديسمبر 2022 عن تقديم تعويضات حماية عالية التكلفة للشركات المستهلكة للكهرباء بكثافة. ووافقت المفوضية الأوروبية على تعويضات الحماية عالية التكلفة للشركات في 16 فبراير 2023.

#### الهجرة
خلال أول 100 يوم من توليه منصبه، تبنت حكومة كريسترسون سياسات تتماشى مع التحول النموذجي المعلن في سياسات الهجرة السويدية. وقد شمل ذلك زيادة بنسبة 25% في عدد الضوابط الداخلية على الأجانب، وتوجيهات إلى السلطات تتضمن تكثيف العمل فيما يتعلق بعودة الأشخاص الذين لا يستوفون متطلبات الإقامة في السويد، وزيادة عدد أماكن التخزين، وحملات لنشر المعلومات وتحليل الفرص المتاحة من أجل زيادة نسب العودة الطوعية إلى الوطن وخفض الحد الأقصى من اللاجئين إلى 900 سنويًا (انخفاض من 5000 سنويًا) وكُلفت مجلس الهجرة السويدية بالتحضير للتغييرات.
في 5 أبريل 2023، اقترحت الحكومة شرطًا يقضي بأن يعيش جميع طالبي اللجوء، باستثناء القاصرين غير المصحوبين، في أماكن إقامة حكومية وأن يشاركوا في الاندماج الاجتماعي أثناء عملية اللجوء، ويجب على الأشخاص الذين لا يعيشون في أماكن إقامة اللجوء لسبب ما إبلاغ مصلحة الهجرة السويدية بعنوان إقامتهم. أما بالنسبة لطالبي اللجوء الذين لم يبلغوا مصلحة الهجرة السويدية، فيجب على السلطة اعتبار طلب اللجوء مسحوبًا، مما يترتب على ذلك اضطرار طالب اللجوء إلى مغادرة البلاد. ويتضمن الاقتراح أيضًا وجوب مشاركة طالبي اللجوء في الاندماج الاجتماعي وفقًا للقانون. ومن المتوقع أن تصبح التغييرات المقترحة قانونًا بحلول 1 أبريل 2024.

#### منع الجريمة
في عشرينيات القرن الحادي والعشرين، تصاعد عنف عصابات الجريمة المنظمة في السويد؛ أُصيب العديد من الأشخاص بإطلاق نار. فأعلن أولف كريسترسون خلال خطاب ألقاه أمام الأمة في سبتمبر 2023 أنه سيطلب المساعدة من القوات المسلحة للبلاد. وكان يناقش مع رؤساء قوات الدفاع والشرطة كيف يمكن للجنود دعم ضباط الشرطة في عملهم ضد العصابات الإجرامية.